# Jedz, módl się, kochaj (film)
Jedz, módl się, kochaj (ang. Eat Pray Love) – amerykański film dramatyczny z 2010 roku, w reżyserii Ryana Murphy’ego, będący adaptacją autobiograficznej książki pod tym samym tytułem autorstwa Elizabeth Gilbert.

## Opis fabuły
Amerykanka Elizabeth Gilbert to trzydziestokilkuletnia, nowoczesna kobieta. Ma męża, wspaniały dom oraz dobrą pracę. Mimo to pewnej nocy leży nieszczęśliwa na podłodze w łazience i płacze ponieważ stwierdza, że życie, które wiedzie, nie jest tym, którego tak naprawdę pragnie i nie wie, co powinna z nim zrobić. W końcu decyduje się na rozwód, który jest bardzo bolesny i przez który popada w depresję. Jej kolejnym krokiem jest podróż do trzech państw zaczynających się na literę „I”, a mianowicie Italii, Indii i Indonezji. Jest to podróż w głąb siebie, aby przemyśleć swoje dotychczasowe życie, lepiej zrozumieć samą siebie i zdecydować, co zrobić dalej, aby zmienić swoje życie na lepsze.

## Obsada
- Julia Roberts – Elizabeth Gilbert
- Javier Bardem – Felipe
- Billy Crudup – Steven
- James Franco – David
- Viola Davis – Delia
- Arlene Tur – Armenia
- Richard Jenkins – Richard
- Tuva Novotny – Sofie
- A. Jay Radcliff – Andre
- Christine Hakim – Wayan Nuriasih